# Vladimir Gribov
Vladimir Naumovič Gribov (in russo Владимир Наумович Грибов?; Leningrado, 25 marzo 1930 – Budapest, 13 agosto 1997) è stato un fisico sovietico, dal 1991 russo, che ha lavorato sulla fisica delle alte energie, sulla teoria quantistica dei campi e sulla teoria di Regge delle interazioni forti.
I suoi contributi più noti sono il pomerone, le equazioni DGLAP e le copie di Gribov.

## Biografia
Gribov è nato a Leningrado nel 1930 da una famiglia ebrea. Suo padre morì nel 1938 a causa di una malattia. Sua madre, un'operatrice di teatro, non un'attrice, ha cresciuto da sola lui e la sorella minore. Nel 1941 la famiglia fu emarginata nella più profonda Russia e tornò a Leningrado nel 1945. Nel 1947 finì qui il corso scolastico. Sognava di diventare un attore, in particolare, un attore cinematografico. Tuttavia, quando frequentava le scuole superiori, si è esposto alle riprese. Sotto la telecamera si è "congelato" e ha perso la sua naturale mobilità. Quindi, ha seguito un consiglio per scegliere un'altra professione. La sua scelta è stata fisica. Nel 1947 Gribov si iscrive alla Facoltà di Fisica dell'Università di Leningrado dove si laurea nel 1952 con diploma cum laude.
A causa del forte antisemitismo statale di quel tempo nell'URSS, riuscì solo a trovare una posizione di insegnante di fisica in una scuola serale per adulti - posizione con basso prestigio e stipendio. Vi trascorse due anni e nel 1954, dopo la morte di Stalin, si unì all'Istituto Ioffe di Leningrado (allora chiamato Istituto Fisico-Tecnico, PTI), e presto divenne il capo de facto del dipartimento teorico.
Alla fine degli anni '50, ha partecipato ai famosi seminari settimanali di Lev Landau a Mosca, dove ha incontrato Isaak Pomeranchuk, che ammirava molto e con il quale ha collaborato intensamente. Quando il dipartimento di teoria PTI in cui lavorava Gribov, divenne parte dell'Istituto di fisica nucleare di Leningrado (LNPI) nel 1971, Gribov divenne il leader di un seminario sulla teoria quantistica dei campi e sulla fisica delle particelle elementari. Questo seminario divenne famoso sia all'interno dell'Unione Sovietica che a livello internazionale, grazie alle sue discussioni aperte, in cui eminenti scienziati russi spesso esprimevano forti obiezioni e discutevano punti con l'oratore e tra loro. In questi dibattiti, ogni partecipante veniva trattato allo stesso modo indipendentemente dalla posizione e dalla reputazione — l'unica cosa che contava era la fisica. Gli ospiti stranieri, non importa quanto prestigiosi, si trovavano spesso interrotti e corretti da Gribov a metà conferenza.
Sebbene Gribov fosse più interessato alla fisica delle particelle elementari, si divertiva a discutere i problemi di tutti i campi della fisica e traeva molte ispirazioni dalla fisica dello stato solido. Uno dei principi del suo istituto era che un teorico non dovrebbe mai rifiutarsi di aiutare uno sperimentatore.
Gribov non era un dissidente politico aperto, ma aveva una reputazione come pensatore indipendente e critico. Quindi, nonostante il suo riconoscimento internazionale, a Gribov non è stato permesso di viaggiare all'estero per molti decenni.
Nel 1980, Gribov è diventato professore presso l'Istituto Landau di Fisica Teorica a Mosca e negli anni '90 è stato anche nominato consulente scientifico presso l'Istituto centrale di ricerca per la fisica a Budapest . Verso la fine degli anni '90 è stato professore in visita presso l'Istituto di fisica nucleare dell'Università di Bonn . Ha ricevuto il Premio Sakurai nel 1991, il Premio Alexander von Humboldt nel 1991 ed è stato il primo destinatario del Premio Landau conferito dall'Accademia delle scienze sovietica . È stato nominato membro dell'Accademia americana delle arti e delle scienze nel 1971 e membro corrispondente dell'Accademia delle scienze russa nel 1972.
Fu sposato due volte e insieme alla sua prima moglie, la fisica Lilya Dubinskaya, ebbe un figlio Lenja Gribov. Lenja morì in un incidente alpinistico poco dopo aver completato il suo dottorato in fisica teorica, una tragedia che pesò pesantemente su Gribov. La sua seconda moglie era Julia Nyri, una fisica ungherese.

## Lavoro
Gribov ha fondato e guidato un'influente scuola di fisica teorica delle particelle elementari a Leningrado. Era ampiamente ammirato per la sua intuizione fisica, che è stata spesso paragonata a quella di altri due membri di spicco del seminario di Landau Arkady Migdal e Isaak Pomeranchuk e persino dello stesso Lev Landau.
Alla fine degli anni '50 e all'inizio degli anni '60, Gribov riconobbe un'incongruenza nel modello allora popolare delle particelle fortemente interagenti come dischi neri diffrattori e sostituì questa ipotesi con il pomerone, una descrizione della massima interazione possibile che è relativisticamente coerente. Ha lavorato sulla teoria di Regge, uno studio dello scattering di particelle usando un momento angolare complesso.
Nella teoria quantistica dei campi, Gribov è stato determinante nella comprensione di come il comportamento di Regge emerge dalle teorie dei campi descritte da particelle puntiformi. Ha sviluppato il modello del partone con un focus diverso rispetto a Richard Feynman, utilizzando i partoni per dare una descrizione qualitativa del pomerone come processo diffusivo. Stretti collaboratori hanno continuato a formulare una descrizione perturbativa del pomerone duro strettamente correlato all'interno della QCD.
Gribov fu il primo a notare che il fissaggio di gauge covariante in una teoria di gauge non abeliana lascia una grande quantità di libertà di gauge non fissata, il che separa lo spazio delle fasi del campo di Gauge in regioni dalla forma strana chiamate copie di Gribov, le quali difficilmente rimangono in qualsiasi copia mentre camminano a caso nello spazio del campo. Gribov ha notato che questo è cruciale per il confinamento del gluone, poiché un gap di massa significa precisamente che le fluttuazioni del campo sono di dimensioni limitate. Questa intuizione ha giocato un ruolo cruciale nella spiegazione semiquantitativa di Feynman per il fenomeno di confinamento nella teoria di gauge nonabeliana 2 + 1 dimensionale, un metodo che è stato recentemente esteso da Karbali e Nair in una descrizione completamente quantitativa del vuoto di gauge 2 + 1 dimensionale nonabeliano.
In collaborazione con Lev Lipatov, ha sviluppato nel 1971 un'influente teoria delle correzioni logaritmiche allo scattering leptone-adrone anelastico profondo e alla produzione di adroni elettrone-positrone, utilizzando equazioni di evoluzione per le funzioni di struttura degli adroni, le funzioni di distribuzione quark-gluone. Questo è stato un progresso fondamentale nella QCD perturbativa. Questo lavoro fu ampliato da Guido Altarelli e Giorgio Parisi e da Dokshitzer ed è ancora oggi molto attivo.
Nei suoi ultimi anni, Gribov stava tentando di costruire una teoria per il confinamento dei quark basata su una grossolana analogia con il fenomeno elettromagnetico della carica nucleare massima.

## Pubblicazioni
- Forti interazioni di adroni ad alte energie, Cambridge University Press (2008) (conferenze di Gribov degli anni '70)
- La teoria del momento angolare complesso, Cambridge University Press (2003) (lezioni di Gribov nel 1969)
- "Orsay Lectures on Confinement", parte 1 1992 Archiviato il 3 febbraio 2019 in Internet Archive., parte 2 Archiviato il 3 febbraio 2019 in Internet Archive., parte 3 Archiviato il 3 febbraio 2019 in Internet Archive.
- "QCD a grandi e brevi distanze", 1998, lavoro sul Archiviato il 3 febbraio 2019 in Internet Archive. problema del Archiviato il 3 febbraio 2019 in Internet Archive. confinamento e "Teoria del confinamento dei quark" 1999, seconda e postuma parte del lavoro Archiviato il 3 febbraio 2019 in Internet Archive.
- "Descrizione spazio-temporale dell'interazione degli adroni ad alte energie", Ottava Scuola Invernale di San Pietroburgo, 1973 Archiviato il 3 febbraio 2019 in Internet Archive.